# 生长激素
生长激素（growth hormone，GH）又称促生长素（somatotropin，somatotropic hormone，STH）、體促素，是一种肽类激素。它可以促进动物和人的发育以及细胞的增殖。它是一种一百九十一单链肽，含有191个氨基酸分子，由垂体中的生长激素细胞合成、存储和分泌。通过重组DNA技術制造的生长激素为合成生长激素，学名是 somatropin，缩写为 rhGH。
临床上生长激素被用于治疗儿童生长迟缓和成人的生长激素不足。近年来，使用人類生長激素（hGH，HGH）来防止衰老的替代治疗非常流行。據報導，有减少体内脂肪、增加肌肉、增加骨密度、增加体力、改善皮膚光泽和肌理、改善免疫系统功能等疗效。目前，hGH仍然是一种非常复杂的激素，许多功能仍不清楚。
hGH自1970年代以来一直为许多体育选手使用，被国际奥委会和美国大学体育协会列为禁药。传统的尿液检测无法测出hGH，因此禁令到21世纪初能够区别自然hGH和人为hGH的血液检测出现才得以实施。世界反興奮劑組織（World Anti-doping Agency，WADA）在2004年雅典奥运会上主要检测的就是这种禁药。

## 基因序列
人類生长激素的基因位于17号染色体的q22-24区域上。並與人類絨毛膜促乳素（也稱為胎盤催乳素，placental lactogen）的基因非常靠近。生長激素、絨毛膜生長素和催乳素（PRL）是一組同源激素，分別和促進生長、刺激泌乳有關係。

## 結構
人類生長激素分子是由191個氨基酸残基構成，化学式为：C990H1528O300N262S7（注：胎盘生长激素分子式为：C1036H1612O321N270S7）相对分子质量22124道尔顿。分子構造具有4個α螺旋  使生長激素可以和其受器有良好結合。就蛋白質序列上來說，生長激素和泌乳激素以及絨毛膜促乳素在演化上同源。人類的生長激素具有一定程度的專一性，所以儘管和其他物種的生長激素相似度很高還是只能作用在人類和靈長類身上。

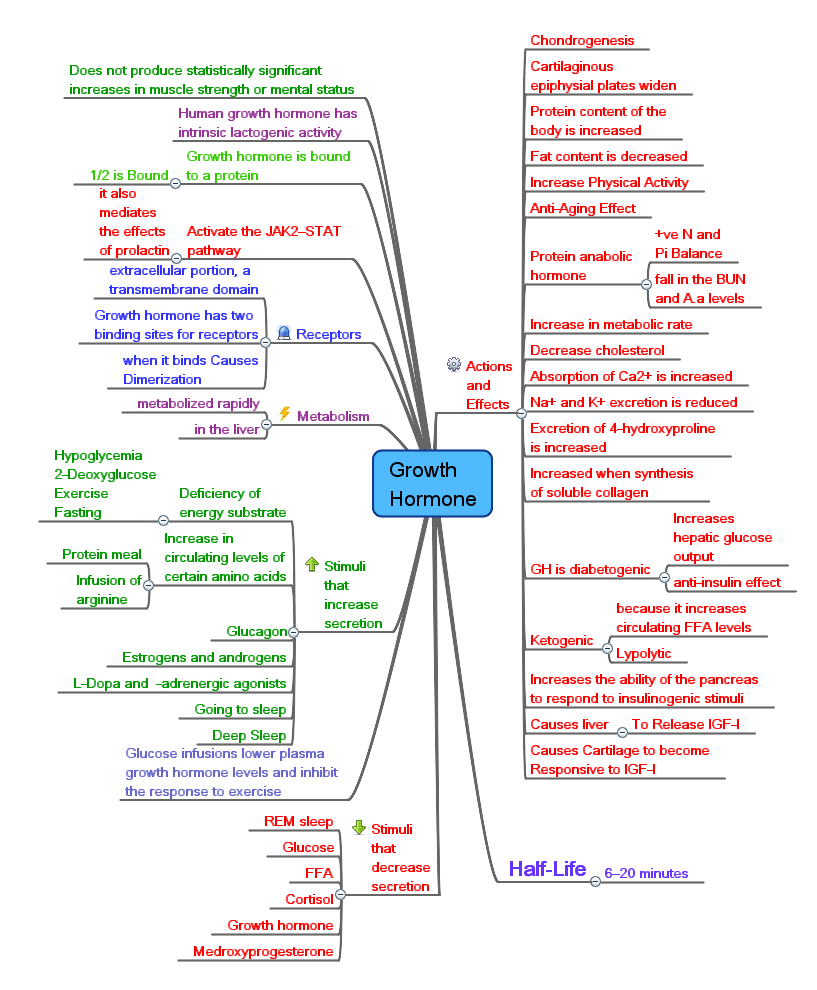
Mind map showing a Summary of Growth Hormone Physiology

有幾種生長激素的异形体（isoform）進入血液循環，其中大部分都跟生長激素結合蛋白（growth hormone-binding protein, GHBP）及酸易变亚单位（acid-labile subunit，ALS）三者結合在一起。生長激素結合蛋白是一種由生長激素受器演變而來的蛋白質。

## 臨床意義

### 生長激素過量
與生長激素過量相關的疾病，最常見的是腦垂體前葉的體促素細胞（somatotropic cell）增長引起的腦下垂腺腫瘤。發生率估計是每年每百萬人口新增3到4個病例，流行率估計是每百萬人口有50到60個人。

#### 症狀
這種腫瘤細胞增長緩慢、屬於良性腫瘤，逐漸製造更多生長激素。數年後，主要的臨床徵兆是生長激素過量。腫瘤增大到最後可能會造成頭痛以及視力模糊、視野狹窄（腫瘤壓迫到視神經），或是取代了腦下腺其他種類的分泌細胞，導致若干荷爾蒙分泌量不足。

生長激素（hGH）如果过量使用持續太久，會產生肢端肥大症，以局部骨骼（尤其是顱骨、下頜骨）過度生長為特徵，導致額頭、下巴突出與手指、腳趾過度肥厚的症狀。另外，肢端肥大症還伴隨著肌肉無力、腕隧道症候群（正中神經被壓迫）、胰島素阻抗、第二型糖尿病，甚至是性功能減弱。生長激素分泌型的腫瘤好發於四、五十歲，鮮少在兒童身上發生，不過兒童一旦罹患這型腫瘤，將會過度長高，形成所謂的「巨人症」。

#### 治療
用手術摘除腦下垂腺腫瘤是相當常見的治療手法。有些情況下，放射線治療以及生長激素拮抗劑（如：pegvisomant）也可防止腫瘤惡化、降低生長激素分泌。其他藥物像是「octreotide」（一種體抑素類似物）、「bromocriptine」（一種多巴胺拮抗劑），可透過负反饋機制，抑制腦下腺前葉持續釋出生長激素。

### 生長激素缺乏症
生長激素（GH）缺乏的影響與年齡有關。表現在幼童身上的主要有成長不良以及身高過矮，通常是先天性畸形或是遺傳問題引起，也可能導致性晚熟。在成人身上，生長激素缺乏的情形較罕見，成因包括結構性破壞（腦垂腺瘤、下視丘瘤；生長激素缺乏症最常見的病因即是腦垂腺瘤），感染性或發炎性疾病（腦垂腺炎），浸潤性疾病（類肉瘤病），血管性破壞（腦垂腺瘤術後、中風、創傷），另外還有童年若干症狀的延續，以及極少數的原發性生長激素缺乏症。
患有生長激素（GH）缺乏症的成人表現出其他非特異性的症狀，例如：軀體過胖、相對肌肉量減少、能量減少、生活品質下降。

生長激素缺乏症的診斷過程涉及多步驟，最後一步通常是生長激素激發試驗，用各種方式刺激患者的腦下垂體，看看是否會釋出生長激素脈衝。從外部施打生長激素的療法只能在有限情況下使用，而且一定要視副作用的頻率和嚴重性進行定期監測。生長激素被用作成人生長激素缺乏症的替代療法，包括成年期發病（通常由後天性腦下垂腺腫瘤引起）或是幼年期發病的人。生長激素可能讓這些病患獲得下列幾種好處：減少體脂肪、增加肌肉量、增加骨密度、改善血脂、降低心血管危險因子、增進心理健康。

## 医学用途

### 延缓衰老
1990年在新英格蘭醫學期刊的一篇研究論文，對12位六十歲以上的男性受試者施以生長激素的治療，這是目前已知最早利用生長激素來做抗老化處置的案例。研究的結果顯示，所有實驗受試者相較於對照組無論是淨體重（lean body mass）以及骨骼內礦物質都顯著地增加。這篇論文的作者指出，這些改善成果約可抵消一般10到20年的老化影響。儘管作者並未聲稱生長激素可以逆轉老化過程，但他們的研究卻讓人誤以為生長激素的確是有效的抗老化藥物。
斯坦福大學臨床醫學研究團隊在2007年的文獻指出，施用生長激素的健康老年人，平均可以增加肌肉並減少體脂肪各2公斤左右。然而，這可能是使用生長激素唯一的正面幫助，研究人員並沒有在其他地方（諸如：骨骼密度、膽固醇水平、血脂、最大耗氧量）測量到足以表現出生長激素可促進健康的任何顯著差別。研究人員並未發現肌強度有任何改變，讓他們認為生長激素的功能僅能提高肌肉內水分的儲存，而非增進肌肉的生長。也許可以解釋淨體重增加的原因。

### 與運動表現的關係
縱使近來的研究尚未證實人類生長激素確實可以增進（男性職業）運動員的表現，許多運動員為了拉高運動成績仍加以使用。研究發現，在年輕、健康的成年男子身上，人類生長激素可以改善身體外觀、防止受傷。研究也同時發現，人類生長激素不仅沒有使運動員更壯碩，還會降低運動成績。

### 副作用
有理論指出使用生長激素可能會增加糖尿病的風險，特別是具有糖尿病傾向又被施以高劑量的人。如果用在訓練上，會導致25歲以下的年輕人產生嚴重症狀。在英國曾做過一個針對成年人的世代研究（cohort study），分析生長激素（來自屍體腦下腺，從1985年以後不自再使用）使用者的罹癌機率，其中大腸癌的機率確有升高，但與生長激素治療的關係不明確。
經常过量使用生長激素可能會出現一些負面影響，如：關節腫脹，關節痛，腕隧道症候群，同時也會增加糖尿病的風險。